# Route principale 1 (Suisse)
Pour les articles homonymes, voir H1 et Route 1.
La Route principale 1 est une route principale suisse reliant Genève à Kreuzlingen. Elle traverse le plateau suisse, du sud-ouest au nord-est en passant notamment par Genève, Lausanne, Berne, Aarau, Zurich et Saint-Gall.
L'autoroute A1 reprend les grandes lignes de l’itinéraire de la route principale 1 de Genève à Wiesendangen, puis l'A7 reprend l'itinéraire jusqu'à Kreuzlingen.

## Intersections
- Genève
- Pregny-Chambésy
- Lausanne
- Avenches
- Morat
- Rizenbach
- Mühleberg
- Berne
- Moosseedorf/Schönbühl
- Lyssach
- Herzogenbuchsee
- Rothrist/Oftringen
- Oberentfelden
- Suhr
- Hunzenschwil/Rupperswil
- Lenzburg
- Urdorf
- Schlieren
- Zurich
- Wangen-Brüttisellen
- Illnau-Effretikon/Lindau
- Winterthour
- Wiesendangen
- Frauenfeld
- Engwilen
- Kreuzlingen

## Nomination
En suisse romande, la Route principale 1 porte plusieurs noms qui changent au gré des kilomètres: En ville de Genève, elle s’appelle rue de Lausanne jusqu’au chemin de l’Impératrice à Pregny-Chambésy. Depuis là, elle devient route de Lausanne jusqu’à l’entrée de Versoix. Elle prend alors le nom de route de Suisse jusqu’à la sortie de Versoix où, dès lors, elle devient route Suisse jusqu’à l’entrée de Nyon. Et à la sortie de la ville vaudoise, elle reprend le nom de route de Lausanne .